# Щерчово (Пружанский район)
Щерчово (бел. Шчарчова) — агрогородок в Брестской области Белоруссии. Административный центр Щерчовского сельсовета. Население — 464 человек (2005).

## География
Щерчово находится в 30 километрах к юго-западу от Пружан, в 16 километрах от железнодорожной станции Оранчицы на линии Барановичи—Брест и в 60 километрах от Бреста. Входит в Пружанский район, до 1956 года входил в Шерешевский район.

## История
В 1886—1921 годах Щерчово находился в составе Городечненской волости Пружанского повета Гродненской губернии. В 1921—1939 годах агрогородок находился в составе Городечненской гмины Пружанского повета Полесского воеводства Польши, с 1939 года — в составе Белоруссии.
С июня 1941 по июль 1944 годов, в годы Великой Отечественной войны, Щерчово был оккупирован немецкими войсками.

## Население
| Год       | 2003 | 2005 |
| --------- | ---- | ---- |
| Население | 486  | ▼464 |

## Достопримечательности
- В 1911 году в Щерчово был установлен бюст российского императора Александра II. Исчез после 1917 года.
- В Щерчово находится братская могила советских воинов и партизан, погибших в годы Великой Отечественной войны[1].